# Kajiwara Akira
Akira Kajiwara (sinh ngày 4 tháng 6 năm 1987) là một cầu thủ bóng đá người Nhật Bản.

## Sự nghiệp câu lạc bộ
Akira Kajiwara đã từng chơi cho Oita Trinita, SC Tottori và V-Varen Nagasaki.